# Alcocero de Mola
Alcocero de Mola – gmina w Hiszpanii, w prowincji Burgos, w Kastylii i León, o powierzchni 8,33 km². W 2011 roku gmina liczyła 32 mieszkańców.